# Petits Secrets entre amis
Petits Secrets entre amis (Zwischen Himmel und Erde) est un téléfilm allemand réalisé par Udo Witte et diffusé en 2008.

## Fiche technique
- Scénario : Ralf Löhnhardt, Claudia Römer
- Durée : 90 min
- Pays :  Allemagne

## Distribution
- Till Demtrøder : Docteur Fabian Henz
- Eva Klemt : Laura Stein
- Angelika Bender : Anna Henz
- Sanna Englund : Docteur Ricarda Förster
- Andreas Zimmermann : Timo Vollmer
- Bernd Herzsprung : Constantin von Berg
- Erna Wassmer : Tante Emma
- Matthias Schloo : Gero Menke
- Andreas Windhuis : Hannes Riedl
- Friederike Sipp : Silke Meisner
- Philippine Pachl : Conny Riedl
- Isabella Jantz : Vendeuse de la bijouterie
- Antonia Reidel : Monitrice de marche nordique